# Rockingham Speedway

Rockingham Speedway.

Rockingham Speedway, tidigare North Carolina Motor Speedway och North Carolina Speedway. är en 1,017-mile lång racerbana belägen i Rockingham, North Carolina, USA. Banan ägs och förvaltas av Rockingham Properties LLC.

## Karaktär/Historia
Rockingham var en del av kalendern i Nascar:s Cup-serie under många år, och ända fram till 2003 höll banan två race. År 2004 kördes ett race för att året efter försvinna helt från tävlingskalendern. Banan är drygt en mile lång och används idag av Nascar-stallen för tester, då tävlingsbanor som anordnar tävlingar sanktionerade av Nascar inte får användas. Banan har relativt högt bankade kurvor, och den kan jämföras med Dover International Speedway i sin layout, dock med skillnaden att Rockingham är D-formad, med en lätt sväng på raksträckan där mållinjen ligger.